# 82 Pułk Zmechanizowany
82 Pułk Zmechanizowany (82 pz) – oddział Wojsk Zmechanizowanych Sił Zbrojnych PRL.
Pułk został sformowany w 1958, w garnizonie Kołobrzeg, w składzie 8 Drezdeńskiej Dywizji Zmechanizowanej. Jednostka została zorganizowana na bazie 3 Brygady Obrony Wybrzeża.
30 września 1967 roku jednostka przyjęła dziedzictwo tradycji 28 pułku piechoty i została przemianowana na 28 pułk zmechanizowany.

## Skład organizacyjny w latach 60. XX w.
- trzy bataliony piechoty zmotoryzowanej
  - trzy kompanie piechoty zmotoryzowanej
  - kompania wsparcia
- batalion czołgów
  - trzy kompanie czołgów
- artyleria pułkowa
  - bateria haubic 122 mm wz. 1938 (M-30)
  - bateria przeciwpancerna
- kompanie: rozpoznawcza, saperów, łączności, medyczna, remontowa i transportowa
- plutony: chemiczny, przeciwlotniczy, remontu uzbrojenia i regulacji ruchu.

Pułk liczył 1636 żołnierzy.
Na uzbrojeniu znajdowało się:
- 31 czołgów T-54A

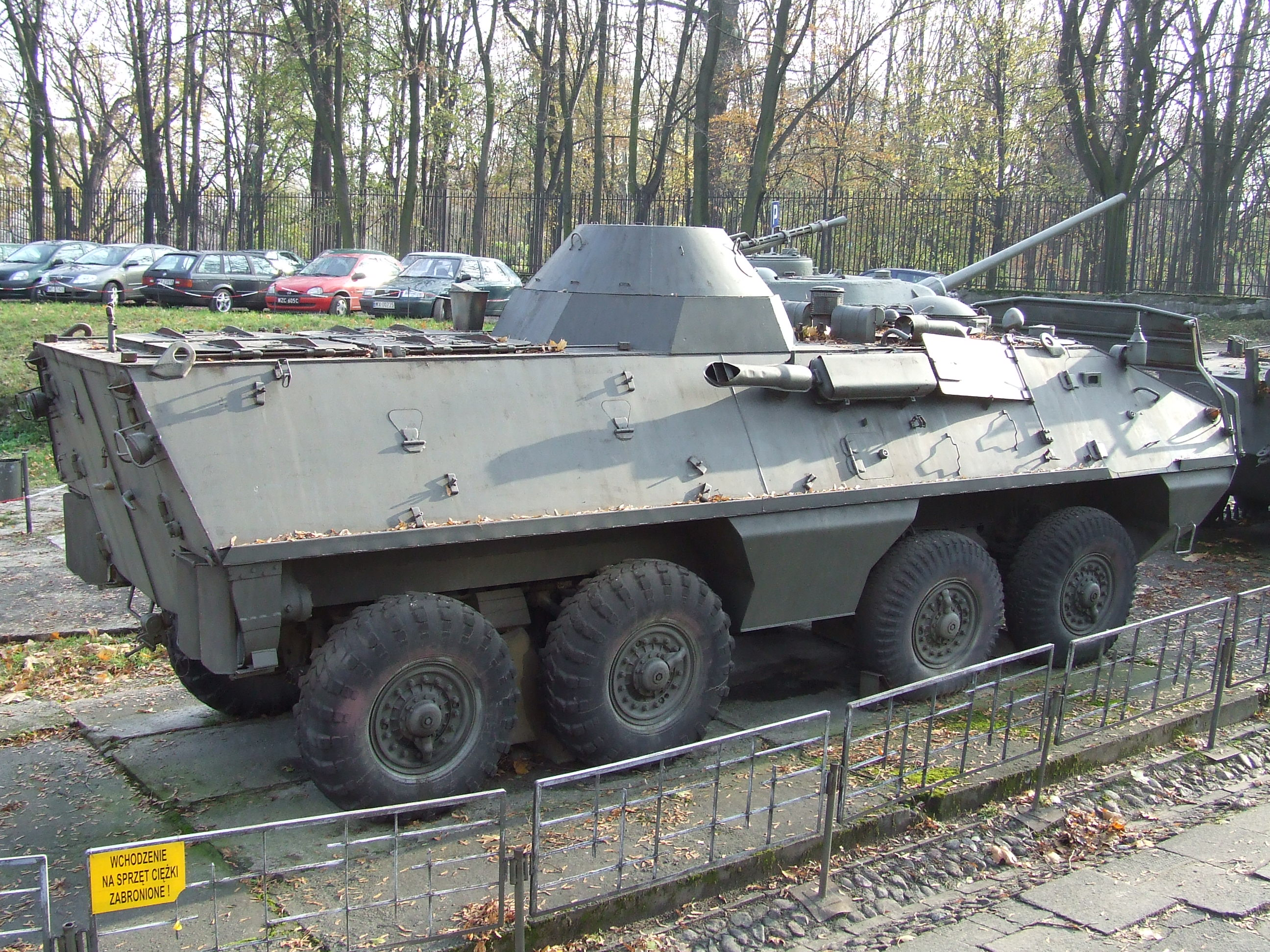
Transporter pułku SKOT 2A

- 79 transporterów opancerzonych SKOT
- 11 opancerzonych samochodów rozpoznawczych BRDM-1
- 3 samobieżne wyrzutnie ppk 3M6 Trzmiel
- 6 haubic 122 mm
- 9 armat przeciwpancernych 85 mm wz. 1944 (D-44)
- 9 moździerzy 120 mm, 9 moździerzy 82 mm
- 6 dział bezodrzutowych 82 mm B-10